# ピーター・オニール
ピーター・チャールズ・ペア・オニール（英語: Peter Charles Paire O'Neill、1965年2月13日 - ）は、パプアニューギニアの政治家。イアリブ＝パンギア選挙区選出の国会議員で、人民国家会議の党代表を務める。2011年から2019年まで12代目パプアニューギニア首相を務めたが、そのうち2011年12月14日から2012年8月3日までは正当な首相であると主張するマイケル・ソマレとの二重政府状態であった。

## 人物
1965年2月13日に南部山岳州イアリブ＝パンギア地区に誕生する。父のブライアン・オニールはオーストラリア出身で、父方がアイルランド系の行政官。母のアワンボ・ヤリは南部高地出身のパプアニューギニア人だった。ブライアンはオーストラリア政府の佐官としてパプアニューギニアに赴任した1949年以来、キアップ（パプアニューギニアの独立前、広範な権限を持って各地を巡回したイギリスおよびオーストラリア政府の代理人）の職業柄トクピシンを習得し、1982年に死去するまでゴロカで行政官を務め続けた。
オニールはパンギア小学校・イアリブ高校・ゴロカ高校で教育を受けた。その後パプアニューギニア大学に進み、1986年に会計学と商学の学位を得て卒業した。
政界に入る前のオニールは実業家だった。2011年現在で妻のリンダとポートモレスビーに居住し、2男3女の5人の子供がいる。トラビスとパトリックはパプアニューギニアにいるが、ブライアンはオーストラリアの寄宿学校に入っている。ロリスとジョアンはともにオーストラリアのクイーンズランド州にある大学に通っている。

### 政治経歴
オニールは2002年の国会議員選挙で当選し、同年大臣に抜擢された。2004年に野党の院内総務に就任し、2007年にはマイケル・ソマレ首相の政府に出納係として加わった。
ソマレが病気療養を理由に政務から退いているあいだ、オニールはサム・アバル首相代行のもとで労働相を務めた。2011年8月、彼はアバルを権力の座から引きずり下ろすため、野党陣営に与した。2011年8月2日、オニールは国会における投票で首相代行に選出され、後日、総督の立ち合いのもと宣誓を行った。
8月にオニールが首相として初めて、民間企業相のメケレ・モラウタとともに講じた処置のひとつに、国有企業のインディペンデンス・パブリック・ビジネス・コーポレーション (IPBC) で社長を務めていたグレン・ブレイクの解任があった。政府はブレイクを職権乱用、つまり資金を違法ならびに無分別に使用したかどで告発した。モラウタはIPBCは「秘密の厚いベール」のもと経営されてきたとし、オニール政権は「開かれた公正なIPBCの経営管理が回復される」ことを望むと述べた。
また、オニールは8月26日を「悔恨の日」という新しい国民の休日に定めた。この発表は8月26日のわずか11日前に、最小限の情報をもってなされたに過ぎなかった。「悔恨の日」はアバルが失職する直前にも、同様の考えを持ってアバルに接近していた「教会のグループ」の要望により制定された。
2011年12月12日にパプアニューギニアの最高裁判所が2011年8月にソマレ首相が解任されたことは違法との裁定を下すと、オニールの首相としての地位に疑いが呈された。オニールは正当な首相であることを裏付けてもらうため、総督邸に出向いたが、武装した複数の警察官に阻まれた。国会議長のジェフリー・ナペは、ソマレは「一般人」であって国会議員ではなく、オニールが正当な首相となる状況にあると述べたと報じられた。このためパプアニューギニアはソマレとの二重政府状態となったが、2012年8月3日にソマレがオニール政府を認めたため、二重政府状態は解消された。
2012年2月、オニールは連立パートナーのドン・ポリェ財相を解任した。
2017年8月2日に議会により首相に再任された。
しかし政権運営をめぐって与党内から離反が相次ぐようになり、2019年5月26日に首相を辞任し、ジュリアス・チャン元首相に首相の座を譲る意向を表明した。5月29日、ボブ・ダダイ総督に辞表を提出。5月30日、パプアニューギニア議会はジェームズ・マラペ前金融相を新首相に選出。
2020年5月23日、汚職の疑いで逮捕された。首相在任中にイスラエル製の発電機を不正に調達した疑いがあり、警察は声明で「横領と職権乱用の証拠がある」と説明している。